# Atherina hepsetus
El chucleto (Atherina hepsetus) es una especie de pez ateriniforme de la familia Atherinidae. No se reconocen subespecies.

## Descripción
La parte superior de la mandíbula es bantante más larga que la inferior, la cual presenta unas largas prolongaciones óseas que llegan hasta la zona frontal ocular, característica que lo diferencia del abichón (Atherina presbyter). Su longitud máxima registrada es de 20 cm.

## Distribución y hábitat
Es propio del océano Atlántico, encontrándose desde las costas de España hasta Marruecos, incluidas Madeira y las islas Canarias, así como del Mediterráneo occidental, el mar Adriático y el mar Negro. También es frecuente en el interior de estuarios y lagunas costeras.

## Comportamiento
Es un pez de hábitos gregarios, cuyos bancos se encuentran frecuentemente más cerca del fondo. Su alimentación se compone de crustáceos bentónicos y copépodos.